# Der Einsame (Schubert)

Deckblatt der Erstveröffentlichung

Beginn Partitur

Der Einsame ist ein Kunstlied von Franz Schubert für Singstimme mit Klavierbegleitung in G-Dur D 800. Schubert hat es 1825 während eines Spitalaufenthalts komponiert und am 12. März 1825 als Beilage zur Wiener Zeitschrift für Kunst, Literatur, Theater und Mode, veröffentlicht. Textgrundlage ist das Gedicht Des Klausners Abendlied von Karl Lappe, das dieser 1801 in einer Gedichtsammlung der Dänzer’schen Buchhandlung veröffentlicht hatte.

## Text
Wann meine Grillen schwirren,

Bei Nacht, am spät erwärmten Herd,

Dann sitz’ ich, mit vergnügtem Sinn

Vertraulich zu der Flamme hin,

So leicht, so unbeschwert.

Ein trautes, stilles Stündchen

Bleibt man noch gern am Feuer wach,

Man schürt, wann sich die Lohe senkt,

Die Funken auf, und sinnt und denkt:

Nun abermal ein Tag!

Was Liebes oder Leides

Sein Lauf für uns daher gebracht,

Es geht noch einmal durch den Sinn;

Allein das Böse wirft man hin,

Es störe nicht die Nacht.

Zu einem frohen Traume

Bereitet man gemach sich zu.

Wann sorgelos ein holdes Bild

Mit sanfter Lust die Seele füllt,

Ergiebt man sich der Ruh.

O wie ich mir gefalle

In meiner stillen Ländlichkeit!

Was in dem Schwarm der lauten Welt

Das irre Herz gefesselt hält,

Giebt nicht Zufriedenheit.

Zirpt immer, liebe Heimchen

In meiner Klause eng und klein.

Ich duld’ euch gern: ihr stört mich nicht.

Wann euer Lied das Schweigen bricht

Bin ich nicht ganz allein.

## Aufführungspraxis
„Der Einsame“ gehört zu Schuberts bekanntesten Liedern und wird bis heute häufig sowohl konzertant aufgeführt als auch auf Tonträgern eingespielt. Zu den bekanntesten Interpreteten zählen Fritz Wunderlich, Hermann Prey, Dietrich Fischer-Dieskau, Elisabeth Schwarzkopf und Lucia Popp. 